# Andreas Leknessund
Andreas Leknessund (Tromsø, 21 mei 1999) is een Noors wielrenner die anno 2024 rijdt voor Uno-X Pro Cycling Team.

## Carrière
In 2017 werd Leknessund Europees kampioen tijdrijden bij de junioren. In 2019 en 2020 won hij het Noors kampioenschap tijdrijden.

## Belangrijkste overwinningen
2016
Jongerenklassement Ronde van Nedersaksen, junioren
2017
2e etappe deel a Vredeskoers, junioren
2e etappe Trophée Centre Morbihan, junioren
1e etappe Tour du Pays de Vaud, junioren
Eindklassement Tour du Pays de Vaud, junioren
 Noors kampioen tijdrijden, junioren
2e etappe deel a Ronde van Nedersaksen, junioren
 Europees kampioen tijdrijden, junioren
2019
Jongerenklassement Circuit des Ardennes
3e etappe Grote Prijs Priessnitz spa
Eind- en jongerenklassement Grote Prijs Priessnitz spa
 Noors kampioen tijdrijden, elite
2020
 Noors kampioen tijdrijden, elite
 Europees kampioen tijdrijden, beloften
Hafjell GP (individuele tijdrit)
Lillehammer GP
Jongerenklassement Ronde van Slowakije
3e etappe Giro della Regione Friuli Venezia Giulia
Eind-, punten- en bergklassement Giro della Regione Friuli Venezia Giulia
2022
2e etappe Ronde van Zwitserland
4e etappe Arctic Race of Norway
Eind- en jongerenklassement Arctic Race of Norway
2024
1e etappe Ronde van Sibiu
2025
Bergklassement Région Pays de la Loire Tour
Sundvolden GP
 Noors kampioen op de weg, elite

## Resultaten in voornaamste wedstrijden
| Jaar | Ronde van Italië | Ronde van Frankrijk | Ronde van Spanje |
| ---- | ---------------- | ------------------- | ---------------- |
| 2020 |                  |                     |                  |
| 2021 |                  |                     |                  |
| 2022 |                  | 28e                 |                  |
| 2023 | 8e               |                     |                  |
| 2024 |                  |                     |                  |
| 2025 |                  | 57e                 |                  |

| Jaar | Milaan-San Remo | Amstel Gold Race | Luik-Bast.‑Luik | Ronde van Lombardije | Brabantse Pijl | Waalse Pijl |  | WK op de weg |
| ---- | --------------- | ---------------- | --------------- | -------------------- | -------------- | ----------- |  | ------------ |
| 2020 |                 |                  |                 |                      |                |             |  | 56e          |
| 2021 |                 |                  |                 | 107e                 | 10e            | 53e         |  |              |
| 2022 | 53e             |                  |                 | 40e                  |                |             |  | 94e          |
| 2023 |                 |                  |                 |                      |                |             |  | 50e          |
| 2024 |                 | 26e              | 61e             | 77e                  | 41e            | 36e         |  | 75e          |
| 2025 |                 | 28e              | 17e             |                      | 44e            | 73e         |  |              |

## Ploegen
- 2018 –  Uno-X Norwegian Development Team (vanaf 11-5)
- 2019 –  Uno-X Norwegian Development Team
- 2020 –  Uno-X Norwegian Development Team
- 2021 –  Team DSM
- 2022 –  Team DSM
- 2023 –  Team DSM
- 2024 –  Uno-X Pro Cycling Team
- 2025 –  Uno-X Mobility

Arensman · Arndt · Bardet · Benoot · Bol · Brenner · Combaud · Dainese · Denz · Donovan · Eekhoff · Gall · Haga · Hamilton · Hindley · Kanter · A. Kragh Andersen · S. Kragh Andersen · Leknessund · Markl · Nieuwenhuis · Pedersen · Roche · Salmon · Storer · Stork · Sütterlin · Tusveld · Vermaerke · Van Wilder
Arensman · Arndt · Bardet · Bittner (vanaf 1/8) · Bol · Brenner · Combaud · Dainese · Degenkolb · Denz · Donovan · Eekhoff · Hamilton · Heinschke · Hvideberg · A. Kragh Andersen · S. Kragh Andersen · Leknessund · Markl · Mayrhofer · Naberman · Nieuwenhuis · Pedersen · Rodenberg · Stork · Tusveld · van Uden (vanaf 1/8) · Vandenabeele · Vermaerke · Welsford
Andresen · Bardet · Bevin · Bittner · Brenner · Combaud · Dainese · Degenkolb · Dinham · Edmondson · Eekhoff · Hamilton · Heinschke · Hvideberg · Leknessund · Markl · Mayrhofer · Milesi · Naberman · Onley · Poole · Rodenberg · Stork · Tusveld · van Uden · Vandenabeele · Vanhoucke (tot 14/8) · Vermaerke · Welsford
Abrahamsen · Andersen · Bendixen · Bévort · Blikra  · Blume Levy · Cort · Dversnes · Eiking (vanaf 8/2) · Fredheim · Gudmestad · Hoelgaard · Holter · Hvideberg · A. Johannessen · T. Johannessen · Kristoff · J. Kulset · M. Kulset · S. Kulset · Larsen · Leknessund · Løland · Resell · Sander Hansen · Skaarseth · Tiller · Urianstad · Wallin · Wærenskjold